# ريتشارد قواي
ريتشارد قواي هو محامي ودبلوماسي وصحفي وسياسي كندي، ولد في 15 نوفمبر 1943 في مونتريال في كندا. انتخب عضو الجمعية الوطنية في كيبك ‏.